# Kniha Pláč

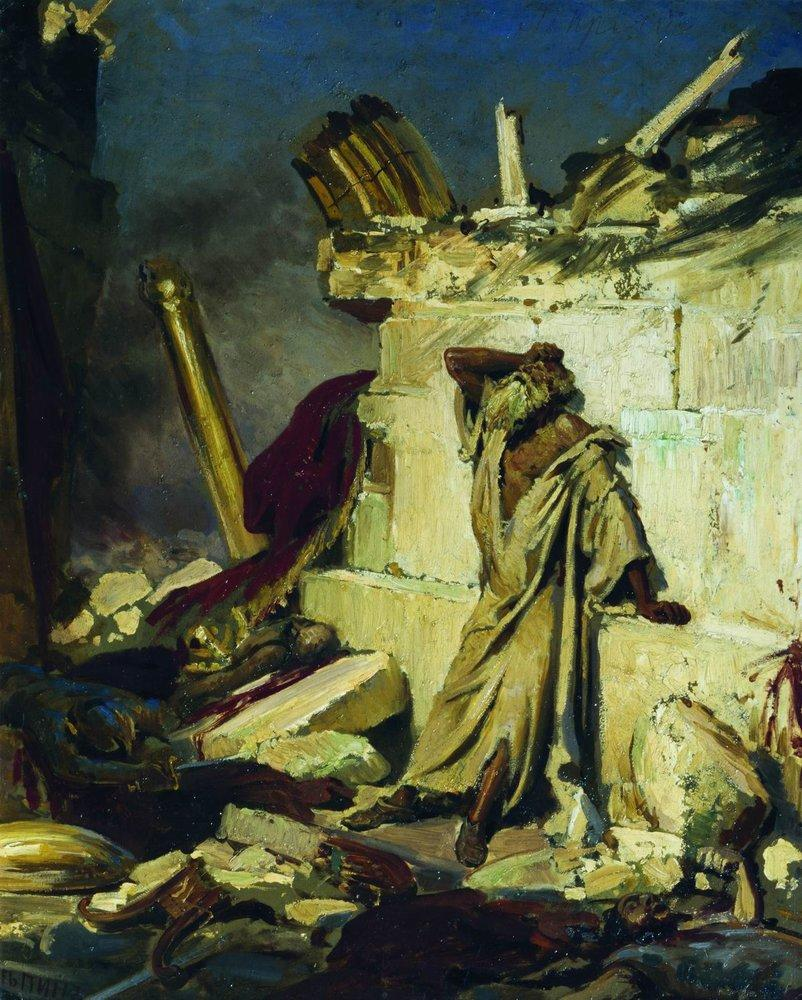
Ilja Repin: Jeremjáš naříkající nad zničením Jeruzaléma (1870)

Kniha Pláč, někdy Pláč Jeremjášův (hebrejsky איכה‎, Ejcha), je jedna z krátkých poetických knih Starého zákona. V židovském dělení Písma se řadí mezi Spisy (ktuvim), v křesťanských Biblích a v Septuagintě se nachází za knihou Jeremjáš, neboť právě proroku Jeremjášovi tradice připisuje autorství. V talmudickém období se nazývala קינות‎ kinot, „nářky“ nebo „žalozpěvy“, podle toho v Septuagintě řecky Θρένοι, „thrénoi“, latinsky threni nebo lamentationes.

## Obsah knihy
Kniha obsahuje celkem 5 relativně krátkých lyrických básní v žánru pláče, které naříkají nad zničeným Jeruzalémem a nad katastrofou, která dolehla na Judsko v létě 587/586 př. n. l., kdy bylo město dobyto, chrám zničen a obyvatelstvo odvedeno do vyhnanství. Básně líčí poměrně naturalistickým způsobem zničený Jeruzalém a bídu jeho lidu a prosí Boha o pomoc, srovnávajíce to s jeho bohatstvím a blahobytem před katastrofou. Přes celkově smutné ladění se nevzdávají optimismu, tj. naděje, že se nakonec Bůh smiluje nad svým lidem a zachrání ho. Pěti nářkům odpovídá přesně pět kapitol podle dnešního dělení textu.
První čtyři písně jsou akrostické, každá sloka začíná jedním písmenem hebrejské abecedy. Poetická skladba je velmi silná. Kromě klasického hebrejského paralelismu se vyskytuje i pravidelný rytmus, většinou 3 + 2 přízvuky, někdy 3 + 3 nebo 2 + 2. Tento rytmus se obvykle vyskytuje právě u nářků a podle toho se nazývá kina.

## Vznik a datace
Poetické skladby vznikly v Judsku krátce po zničení Jeruzaléma jako spontánní a současně liturgická odpověď na nedávné události. Jak dosvědčují některé pasáže jiných biblických knih z této doby (např. Jer 41,4-5; Za 7,1-5), jistá forma kultu a nářku probíhala i v troskách chrámu. Je možné, že Kniha Pláč vznikla a byla používána při těchto liturgiích.

## Dnešní použití knihy
Dnes je Kniha Pláč součástí tzv. megilot, „pěti svátečních svitků“, které se čtou při židovských svátcích. Kniha Pláč se čte během bohoslužeb na Tiš'a be-av, kdy si Židé připomínají zničení prvního a druhého chrámu i další tragické události jako např. porážku Bar Kochbova povstání.